# Алтаев, Молдакул
Молдакул Алтаев (1910, село Мукры, Семиреченская область, Туркестанский край, Российская империя — неизвестно, село Мукры, Кировский район Талды-Курганская область, Казахская ССР) — старший чабан колхоза «10 лет Казахстана» Кировского района Талды-Курганской области, Казахская ССР. Герой Социалистического Труда (1948).

## Биография
Родился в 1910 году в крестьянской семье кочевника в ауле Мукры Семиреченской области. С раннего возраста трудился в сельском хозяйстве. Во время коллективизации вступил в 1931 году в сельскохозяйственную артель, которая позднее была преобразована в колхоз «10 лет Казахстана» Кировского района. Трудился чабаном до призыва в 1941 году в Красную Армию по мобилизации. Участвовал в Великой Отечественной войны. После серьёзного ранения был комиссован. Возвратился в родной колхоз, где трудился старшим чабаном. Был учеником известного овцевода Сеитбаткала Нурманбетова.
В 1947 году вырастил 538 ягнят от 440 курдючных овцематок. Средний вес ягнёнка к отбивке составил 40,5 килограмма. Указом Президиума Верховного Совета СССР от 23 июля 1948 года удостоен звания Героя Социалистического Труда за «получение высокой продуктивности животноводства в 1947 году при выполнении колхозом обязательных поставок сельскохозяйственных продуктов и плана развития животноводства» с вручением ордена Ленина и золотой медали «Серп и Молот» (№ 2646).
Этим же указом званием Героя Социалистического Труда были награждены его наставник Сеитбаткал Нурманбетов и чабан Акимбай Оспанов. 
Продолжал показывать высокие трудовые результаты. По итогам работы в 1948 году вырастил 140 ягнят от каждой сотни овцематок. За эти выдающиеся трудовые достижения был награждён вторым Орденом Ленина.
Избирался депутатом Талды-Курганского областного и Мукринского сельского Советов депутатов трудящихся.
После выхода на пенсию проживал в родном селе Мукры (сегодня — Акын Калка) Кировского района. Дата смерти не установлена.
Награды
- Герой Социалистического Труда
- Орден Ленина — дважды (1948; 09.07.1949)